# Christine Roilo
Christine Roilo (* 1959 in Brixen) ist eine Südtiroler Archivarin und ehemalige Leiterin des Südtiroler Landesarchivs.

## Leben
Roilo studierte Geschichte an den Universitäten Innsbruck und Padua und stand bis 2022 dem Südtiroler Landesarchiv vor, wo sie sich neben ihren dienstlichen Verpflichtungen auch historischer Forschungstätigkeit widmete. 2006 wurde ihr der Walther-von-der-Vogelweide-Förderpreis des Südtiroler Kulturinstituts zugesprochen.
Roilo war mit Silvia Spada, Andrea Di Michele und Hannes Obermair Mitglied der Historikergruppe, die 2014 eine zeithistorische Dokumentationsausstellung im Bozner Siegesdenkmal erstellte.
Zu ihren Arbeitsfeldern zählen Editionen, familiengeschichtliche, geschlechtergeschichtliche und medizinhistorische Themen.
2019 wurde ihr von ihrer Amtsstelle zum 60. Geburtstag eine Festschrift gewidmet.

## Auszeichnungen
- 2006: Förderpreis Walther von der Vogelweide des Südtiroler Kulturinstituts

## Publikationen (Auswahl)
- (als Bearbeiterin): Das Registrum Goswins von Marienberg (= Veröffentlichungen des Südtiroler Landesarchivs. 5). Übers. von Raimund Senoner. Mit Beiträgen von Josef Riedmann und Gustav Pfeifer. Wagner, Innsbruck 1996, ISBN 3-7030-0282-4.
- „Schätzbarste Fräule Tant“. Brixen als verlorenes Paradies. Bürgerliche Frauenschicksale im Spiegel eines Briefwechsels des 19. Jahrhunderts. In: Der andere Weg. Beiträge zur Frauengeschichte der Stadt Brixen vom Spätmittelalter bis ins 20. Jahrhundert. Ein Projekt der Kommission für Chancengleichheit zwischen Mann und Frau der Gemeinde Brixen. Hrsg. von Siglinde Clementi. Weger, Brixen 2005, ISBN 88-88910-17-4, S. 203–245.
- (Beitrag zu:) Der Kuihof in Guntschna. Vom Leben und Trinken im alten Bozen. Hrsg. vom Kuistangen-Verein. Tappeiner, Lana 2008, ISBN 978-88-7073-442-3.